# Святий Єронім (Кранах)
«Святи́й Єро́нім» (нім. Büßender Hl. Hieronymus) — картина німецького живописця Лукаса Кранаха старшого (1472–1553). Створена у 1502 році. Зберігається у Музеї історії мистецтв у Відні (інв. №GG 6739).
Святий Єронім Стридонський зображений літньою людиною, загорнутою у полотно, яка б'є себе каменем у груди перед розіп'ятим Христом; все це розміщено у пейзажі, де дерева ніби колишаться від пориву вітру. В «Святому Ієронімі» художник зберігає романтичний погляд на свої персонажі. У Стародавній Греції сова вважалася символом мудрості; тут вона зображена, аби нагадати про ерудицію святого. У зрілі роки мистецтво Кранаха еволюціонує у бік аристократичного маньєризму, більш складного і віртуозного у порівнянні із сентиментальністю і надмірними проявами душевних поривів раннього періоду.
Картина знаходилась у монастирі Мондзее в єпископській резиденції у Лінці до 1927 року; у 1927 році придбана Музеєм історії мистецтв.
У центрі в самому низу картини міститься дата створення картини 1502 рік.